# Крашнево (Смоленская область)
Крашнево   — деревня  в  Смоленской области России,  в Глинковском районе. Население – 1 житель (2018 год)  .  Расположена в центральной части области  в 3 км к юго-востоку от села Глинка,  в 8 км севернее  автодороги Р96 Новоалександровский(А101)- Спас-Деменск — Ельня — Починок.   В  3 км восточнее деревни железнодорожная станция 524-й км на линии Смоленск  - Сухиничи. Входит в состав Глинковского сельского поселения.

## История
В своё время усадьба принадлежала известному дворянскому роду Пассеков. Генерал Пётр Петрович Пассек, поселившись в 1820 году в имении принимал здесь известных декабристов и общественных деятелей. Среди них были Каховский П.Г., Фонвизин М.А., Кюхельбекер В.К., Якушкин И.Д.. В деревне был разбит парк с прудами и находилась летняя усадьба Пассеков..
В годы Великой Отечественной войны деревня была оккупирована гитлеровскими войсками в июле 1941 года, освобождена в ходе Ельнинско-Дорогобужской операции в 1943 году.